# هانز ألبرت أينشتاين
هانز ألبرت أينشتاين (بالإنجليزية: Hans Albert Einstein)‏ (14 مايو 1904 - 26 يوليو 1973) كان مهندس ومعلم سويسري أمريكي، والابن الأول من الذكور للعالم الشهير ألبرت أينشتاين وميلفا ماريك والمعروف عن أبحاثه في نقل الرواسب. توجد أوراق هانز ألبرت أينشتاين في مجموعات الموارد المائية والمحفوظات في جامعة كاليفورنيا، ريفرسايد للمكتبات وفي جامعة ولاية آيوا في قسم المكتبات والمجموعات الخاصة والمحفوظات.